# Tex Morton
Tex Morton (30 août 1916 - 23 juillet 1983), né Robert William Lane à Nelson, en Nouvelle-Zélande, également connu sous le nom de Robert Tex Morton est un chanteur pionnier de la musique country australienne. Il est aussi comédien de théâtre populaire et artiste de cirque.

## Enfance
Ses parents sont Bernard William Lane, un employé des postes, et Mildred Eastgate. Il fréquente le Nelson College de 1930 à 1931. À l'âge de 15 ans, il fugue pour se lancer dans le show business. Ses premières tentatives de fuite et de rejoindre le cirque se soldent par des échecs : il est retrouvé par la police en train de faire du spectacle de rue et est rapidement renvoyé chez lui.

## Les années 1930 et 1940
Vers 1934, il enregistre quelques chansons "hillbilly" en privé. Il a ensuite affirmé que ces pièces avaient été diffusées à la radio néo-zélandaise, bien que cela soit douteux. Certains de ces enregistrements ont récemment été mis au jour, bien qu'ils n'aient pas été réédités commercialement. Vers 1934 (la date exacte est incertaine, Morton lui-même ayant également prétendu que c'était en 1932), il émigre en Australie, apparemment décidé à faire carrière dans la musique. Le 25 février 1936, il enregistre quatre chansons pour la Columbia Graphophone Company à Sydney, en Australie.
Entre 1936 et 1943, Morton enregistre 93 chansons, accompagnées d'une guitare acoustique pour la plupart des pistes, pour le label de Columbia Regal Zonophone. Sur certains morceaux, il est accompagné de son groupe, The Rough Riders, et de la chanteuse 'Sister' Dorrie (de son vrai nom Dorothy Carroll). En 1943, il quitte Columbia à la suite d'un différend avec Arch Kerr, directeur des ventes de disques, qui est probablement réticent à utiliser le nom The Rough Riders. Il a été présenté comme « The Yodelling Boundary Rider » (le cavalier des frontières yodelant) sur les disques, bien qu'il n'ait apparemment pas approuvé le nom.
Au cours des années 1930 et 1940, il a progressivement utilisé des mélodies et des motifs australiens dans certaines de ses chansons. Cette approche a encouragé d'autres artistes australiens, tels que Buddy Williams et Slim Dusty, à s'intéresser à un genre particulier de musique country - the Australian bush ballad (la ballade australienne du bush), qui avait également été influencée par la poésie de 'Banjo' Paterson et Henry Lawson au tournant du siècle.

## Les années 1950
En 1949 et 1950, il enregistre plus de disques à Sydney et éventuellement en Nouvelle-Zélande. Ceux-ci ont été publiés sous les labels Rodeo et Tasman. Certaines chansons ont probablement été enregistrées à l'instigation de Ralph Peer, qui passe par Sydney en 1949 et rencontre Morton.
De 1950 à 1959, Morton est au Canada et aux États-Unis. Il fait une tournée avec Pee Wee King en 1952 et enregistre à Nashville en mars 1953. Morton fait une tournée au Canada et aux États-Unis en tant qu'hypnotiseur de scène, expert de la mémoire, fouetteur et tireur d'élite, et est associé pendant quelque temps au chanteur de country canadien "Dixie" Bill Hilton. Il a prétendu avoir fait la tournée de Hank Williams pendant six mois en première partie, mais c'est hautement improbable, mais il l'a rencontré à la fin de 1952 par le biais Oscar Davis, qui était à la fois son manager et le dernier manager de Williams. Toutefois il a fait la première partie d'un concert de Hilton au Canada.
Il est retourné en Australie en 1959 avec un spectacle de Grand Ole Opry, mettant en vedette Roy Acuff, les Wilburn Brothers et June Webb, mais le spectacle n'a pas le succès escompté et la tournée est annulée. 
Dans l'une de ses performances, il a demandé à l'auditoire de lui donner 100 mots. Il les a restitué dans l'ordre, "en oubliant" l'un d'eux autour du 50e mot, pour s'en souvenir soudainement à la fin.

## Les années 1960 et 70
Morton continué à enregistrer pendant les années 1960 et 1970 et connait un succès surprise avec 'Goondiwindi Grey' sur l'Australian Singles Charts (Go-Set), atteignant la cinquième place en juin 1973. L’accompagnement au violon sur la piste a été produit par le violoniste et comédien George Raymond, vétéran de la scène à Sydney.
Au cours de cette période, Morton montre un intérêt croissant pour la comédie. Il apparait dans des émissions de télévision et des longs-métrages australiens (tels que "We Of The Never Never"). Il est le premier intronisé à l'Australian Roll of Renown (répertoire australien de la renommée) en 1976, récompensant son rôle essentiel dans le développement de la musique country en Australie et en Nouvelle-Zélande.

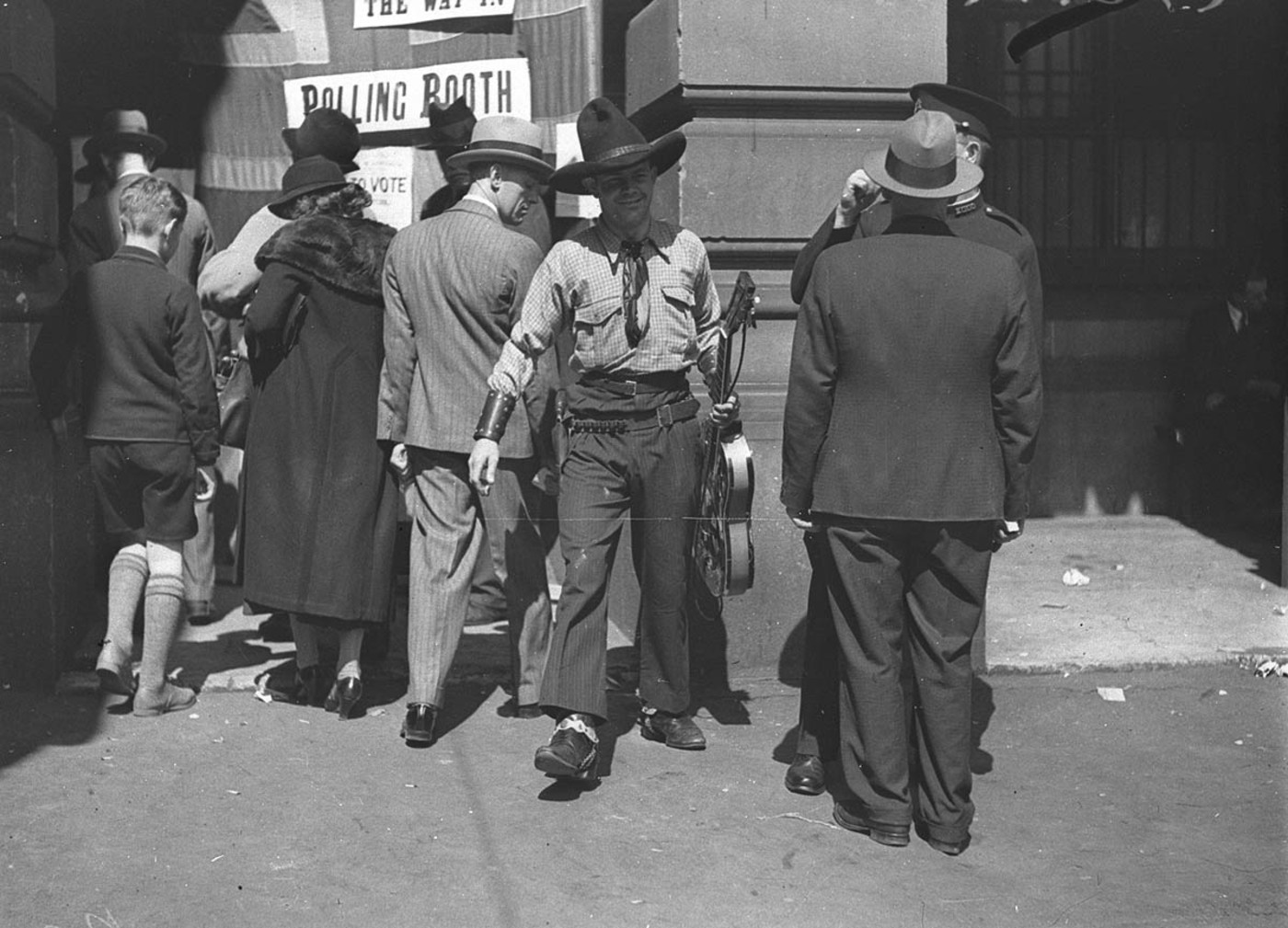
Tex Morton dans une file d'attente pour voter, en tenue de cowboy, avec guitare, Mairie de Sydney.

## Style
Morton, dans sa carrière, a capitalisé sur des images de cow-boy américain et de "Wild West" et a parfois été présenté comme "The Singing Cowboy Sensation", se produisant pour des rodéos et chantant dans un style de yodel inspiré de ceux de chanteurs américains tels que Jimmie Rodgers. Il a été influencé par Rodgers, Goebel Reeves et Harry Torrani, un yodeleur britannique alpin. Bien que Morton ait choisi de chanter avec un accent américain (plutôt que australien) et chanté de nombreuses chansons ayant un sujet américain, plusieurs de ses chansons enregistrées (telles que "The Ned Kelly Song", "Beautiful Queensland" et "Murrumbidgee Jack") ont comme décor l'Australie. ("Beautiful Queensland" était cependant une simple réécriture du "Beautiful Texas" de W. Lee O'Daniel)

## Dernières années
Il vit ses dernières années à Manly sur le territoire de Sydney et est un radioamateur connu et dévoué, ayant des contacts dans le monde entier - y compris avec la US Navy. Son indicatif était VK2AHZ.
Morton décède à l'Hôpital Royal North Shore de Sydney le 23 juillet 1983, après une courte bataille contre le cancer du poumon. Kath, sa partenaire de longue date, est à ses côtés.

## Hommage
Son buste en bronze se dresse dans le parc du Bicentenaire, à Tamworth, parmi ceux de Shirley Thoms, Stan Coster, Gordon Parsons, Barry Thornton et Buddy Williams.